# Sơn Địa Bác
Quẻ Sơn Địa Bác

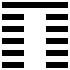
Đồ hình quẻ Sơn Địa Bác

 đồ hình:::::| còn gọi là quẻ Bác (剝 bo1), là quẻ thứ 23 trong Kinh Dịch.
- Nội quái là ☷ (::: 坤 kun1) Khôn hay Đất (地).
- Ngoại quái là ☶ (::| 艮 gen4) Cấn hay Núi (山).

Văn Vương viết thoán từ: Bác: Bất lợi hữu du vãng.
Chu Công viết hào từ:
Sơ lục: Bác sàng dĩ túc, miệt trinh, hung.

Lục nhị: Bác sàng dĩ biện, miệt trinh, hung.

Lục tam: Bác chi, vô cữu.

Lục tứ: Bác sàng dĩ phu, hung.

Lục ngũ: Quán ngư, dĩ cung nhân sủng, vô bất lợi.

Thượng cửu: Thạc quả bất thực, quân tử đắc dư, tiểu nhân bác lư.
Giải nghĩa: Lạc dã. Tiêu điều. Đẽo gọt, lột cướp đi, không có lợi, rụng rớt, đến rồi lại đi, tản lạc, lạt lẽo nhau, xa lìa nhau, hoang vắng, buồn thảm. Lục thân băng thán chi tượng: tượng bà con thân thích xa lìa nhau.